# Knuppelbrug
Een knuppelbrug, ook een brug gebouwd van knuppelhout, is een vaste brug die traditioneel gebouwd is van hout met gebruikmaking van karakteristieke boomstammetjes of, in modernere vorm, van daarop gelijkende materialen.
Knuppelhouten bruggetjes werden, als tuinsieraad, regelmatig toegepast in parken aangelegd in de zogenaamde Engelse landschapsstijl. Onder anderen de Nederlandse tuinarchitecten Hendrik Copijn, Lucas Pieters Roodbaard en Jan David Zocher maakten er gebruik van. Zo maakte Copijn het bruggetje in het Van Bergen IJzendoornpark in Gouda, Roodbaard het bruggetje in het park van de Fraeylemaborg in Slochteren en Zocher het bruggetje in het Utrechtse stadspark Lepelenburg.

## Trivia
- De Willemsbrug in 's-Hertogenbosch werd gebouwd in 1895 en was van hout. Deze brug had als bijnaam de Knuppeltjesbrug.

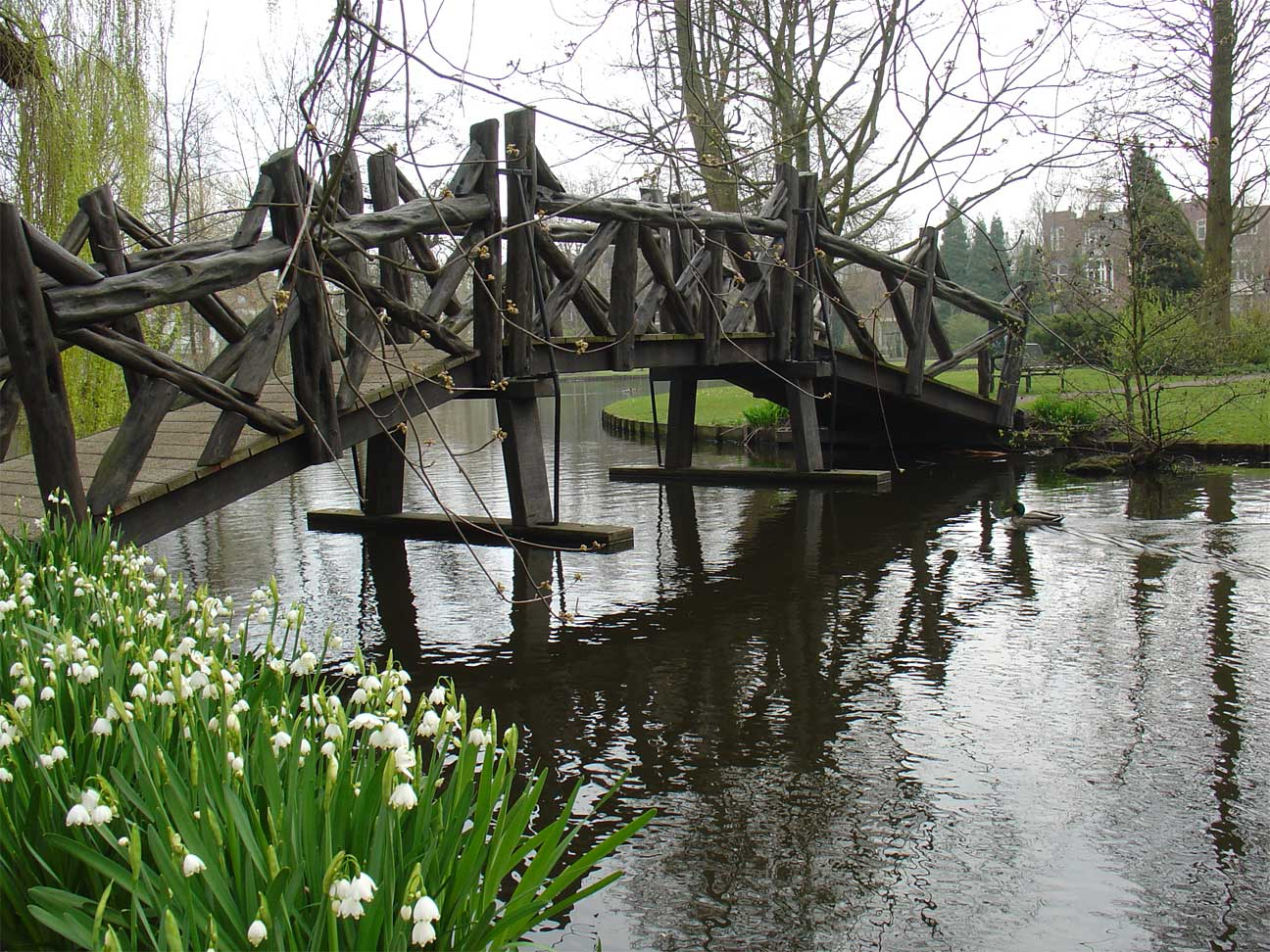
Bruggetje - Van Bergen IJzendoornpark Gouda (Hendrik Copijn)
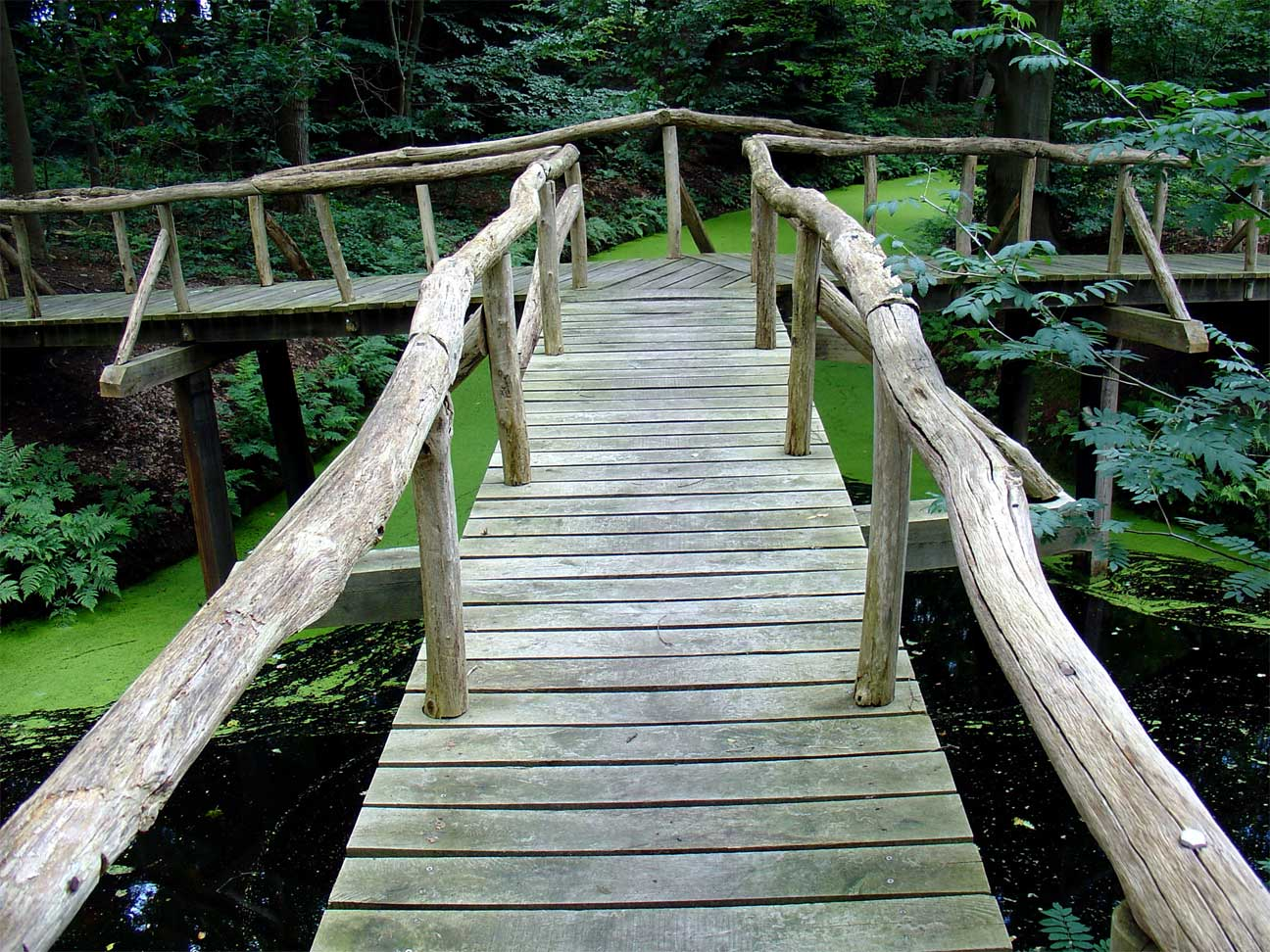
Driesprongbruggetje - Fraeylemaborg Slochteren (Lucas Pieters Roodbaard)
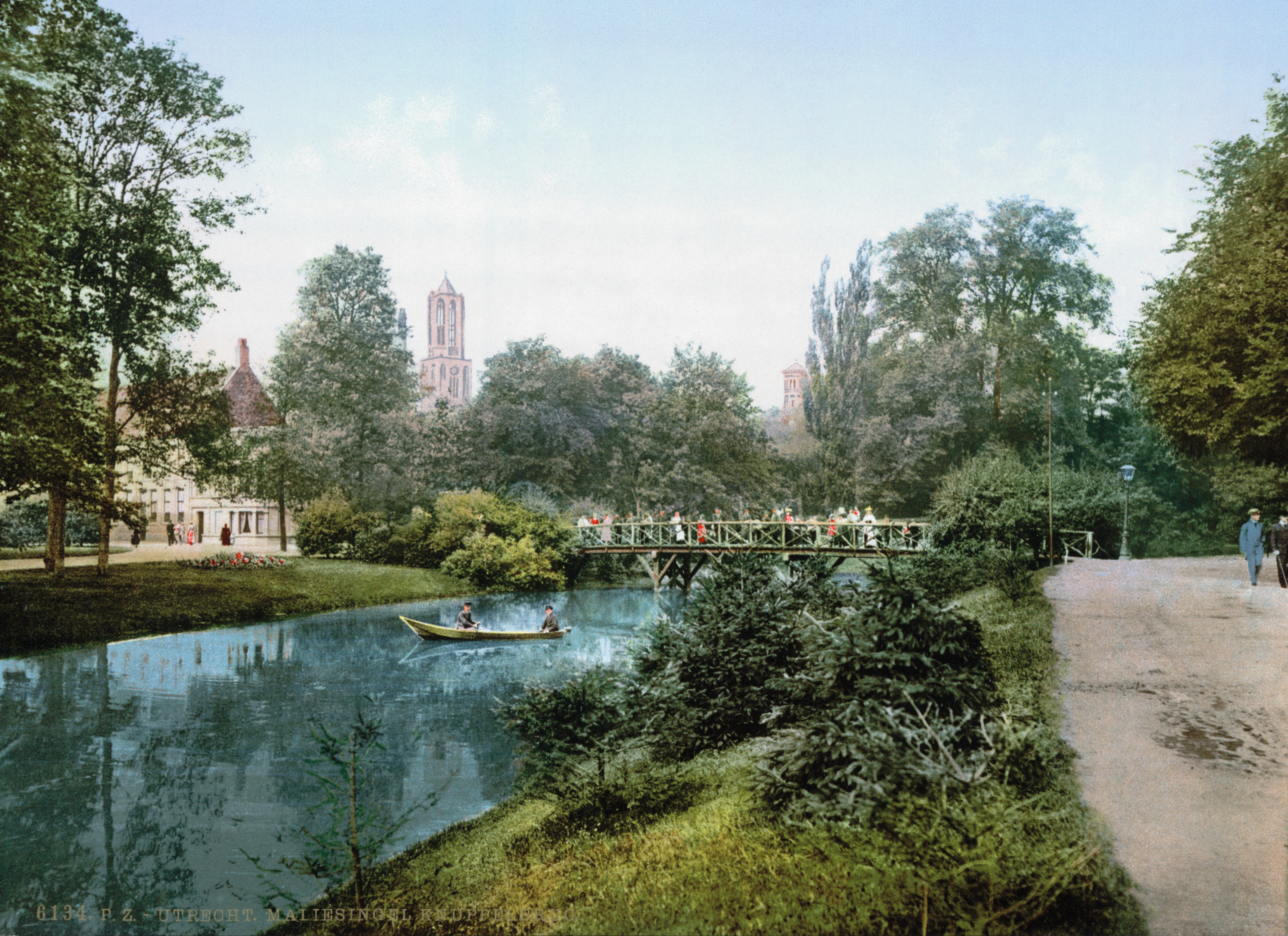
Bruggetje - Lepelenburg Utrecht (Jan David Zocher)